# Institut national des sciences appliquées et de technologie
Pour les articles homonymes, voir INSAT.
L'Institut national des sciences appliquées et de technologie (arabe : المعهد الوطني للعلوم التطبيقية والتكنولوجيا) ou INSAT est un établissement universitaire tunisien rattaché à l'université de Carthage.
Formant des techniciens supérieurs et des ingénieurs, il dispense en particulier des formations en informatique, chimie et biologie dont des masters. L'INSAT propose une formation post-bac sur cinq ans (cycle préparatoire intégré).

## Histoire
Il est le résultat d'une coopération franco-tunisienne dans le domaine de l'enseignement supérieur et de la recherche. Son système de formation est celui du réseau INSA représenté en France par cinq établissements : Lyon, Toulouse, Rouen, Rennes et Strasbourg.
La création de l'établissement est basée sur la loi n°92-102 du 2 novembre 1992 où est précisée la forme juridique de l'INSAT : un établissement public à caractère scientifique et technologique doté de la personnalité morale et de l'autonomie financière. Les diplômes sont validés par le décret n°99-2317 (articles 5 et 17) paru le 18 octobre 1999.
La construction du bâtiment d'architecture moderne est confiée à Bouygues Construction.

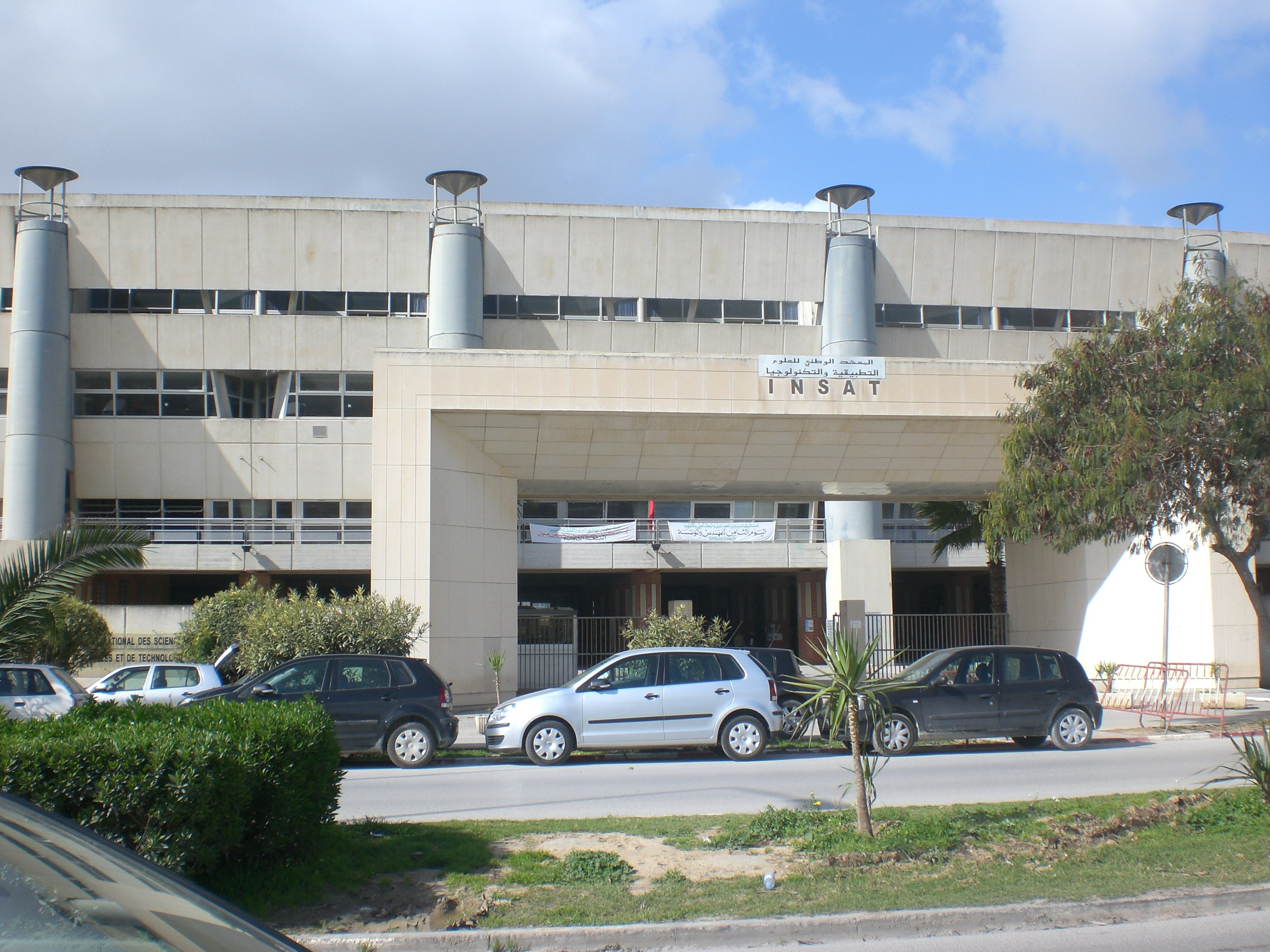
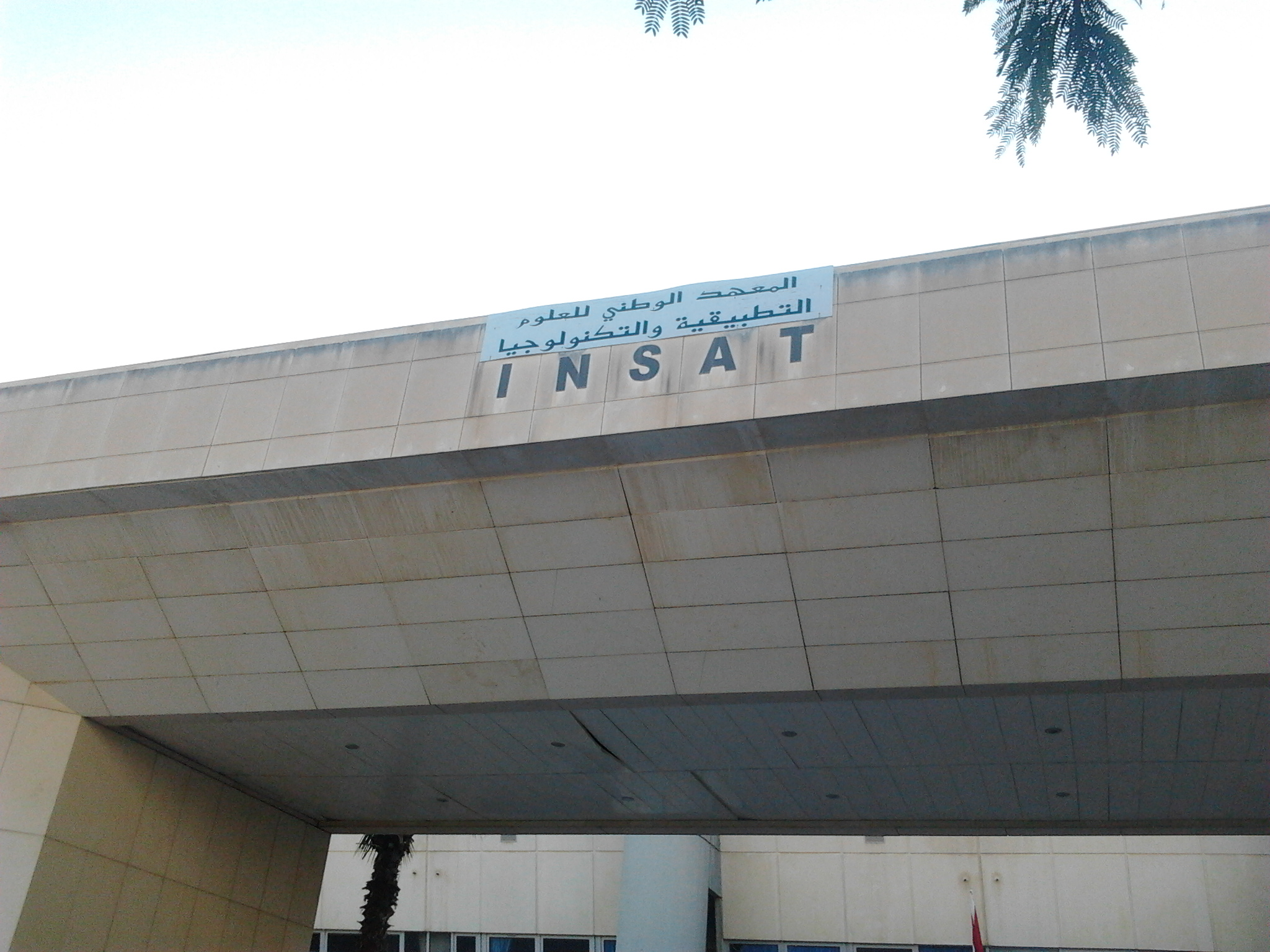
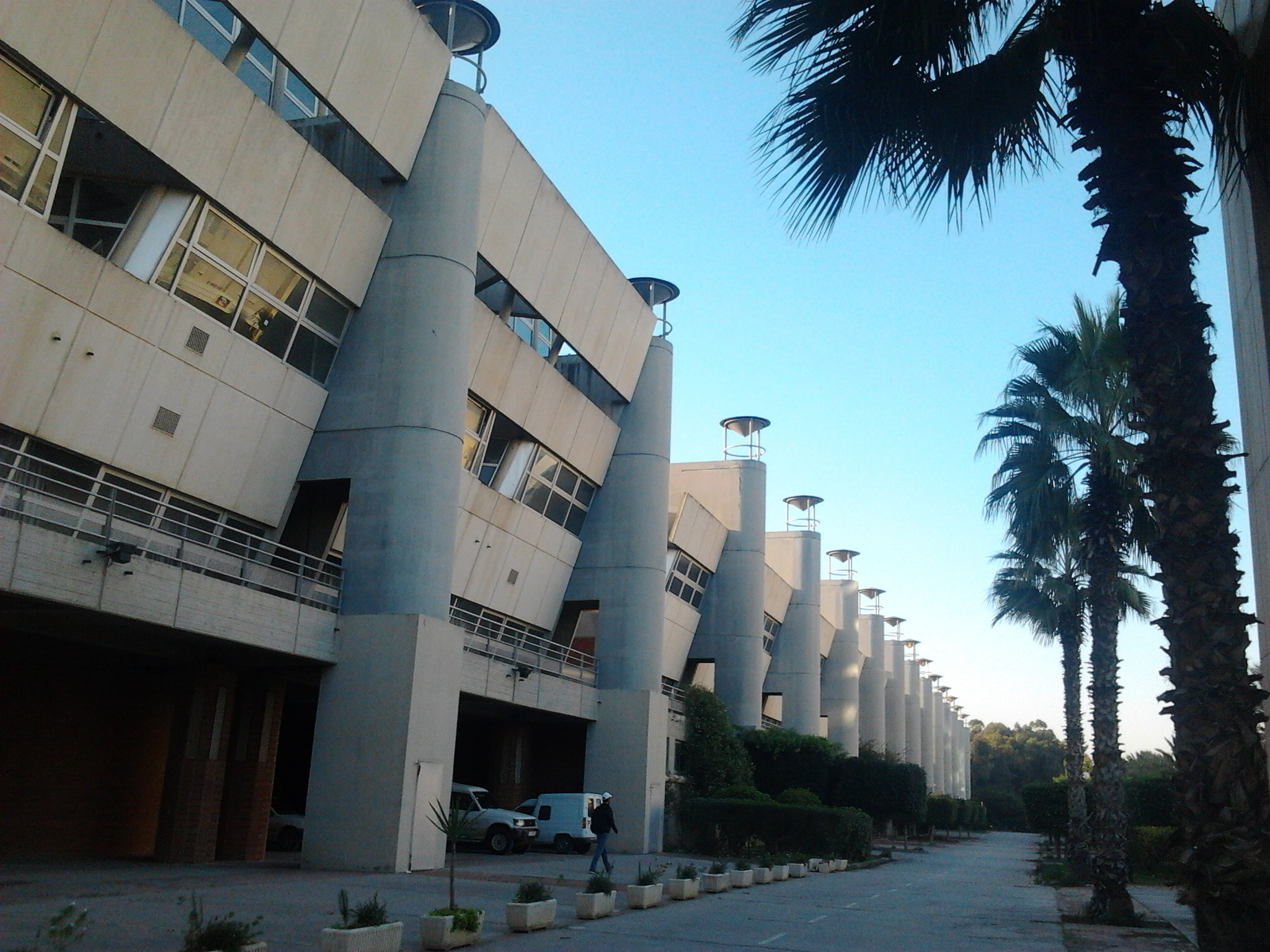
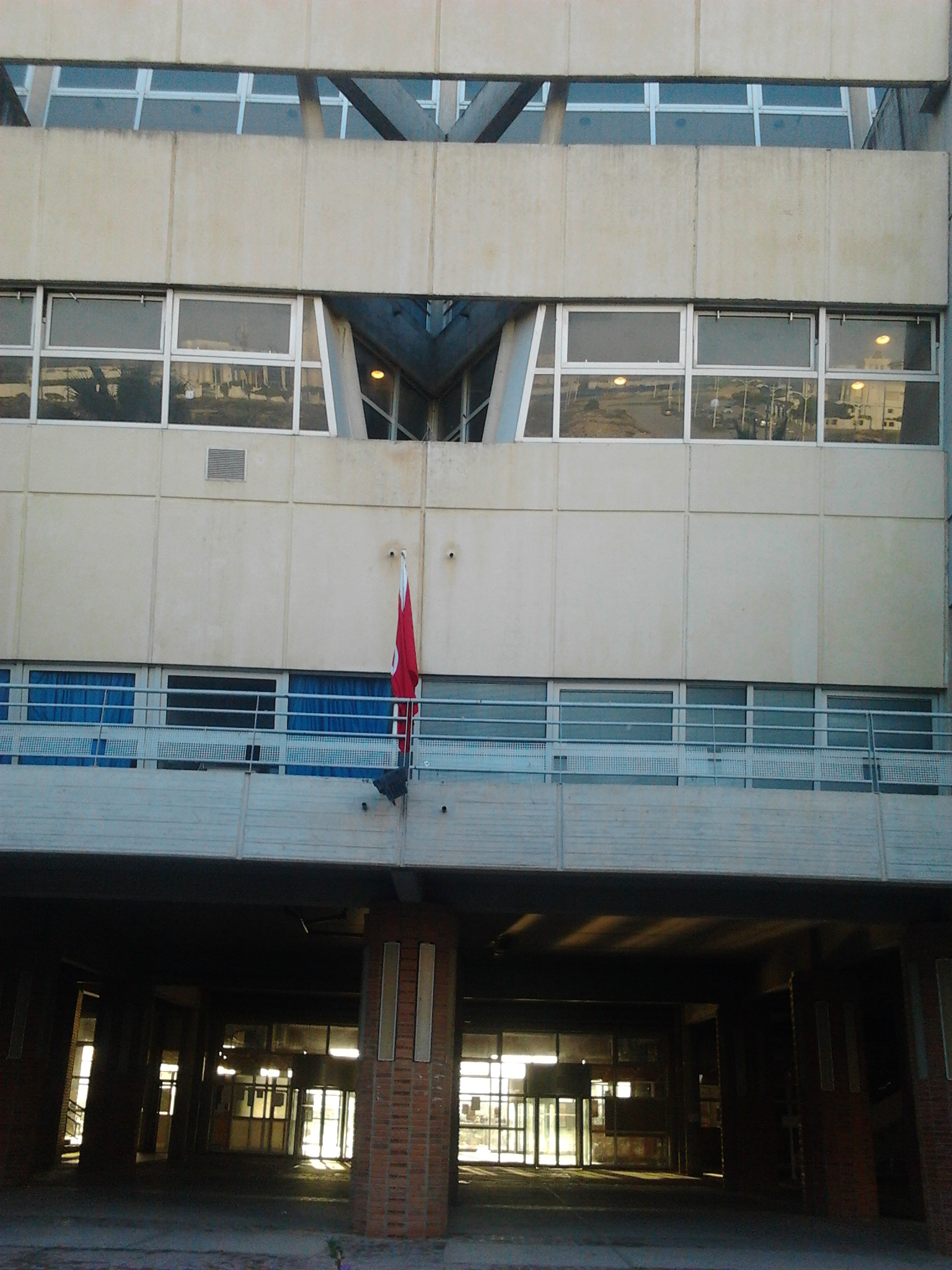
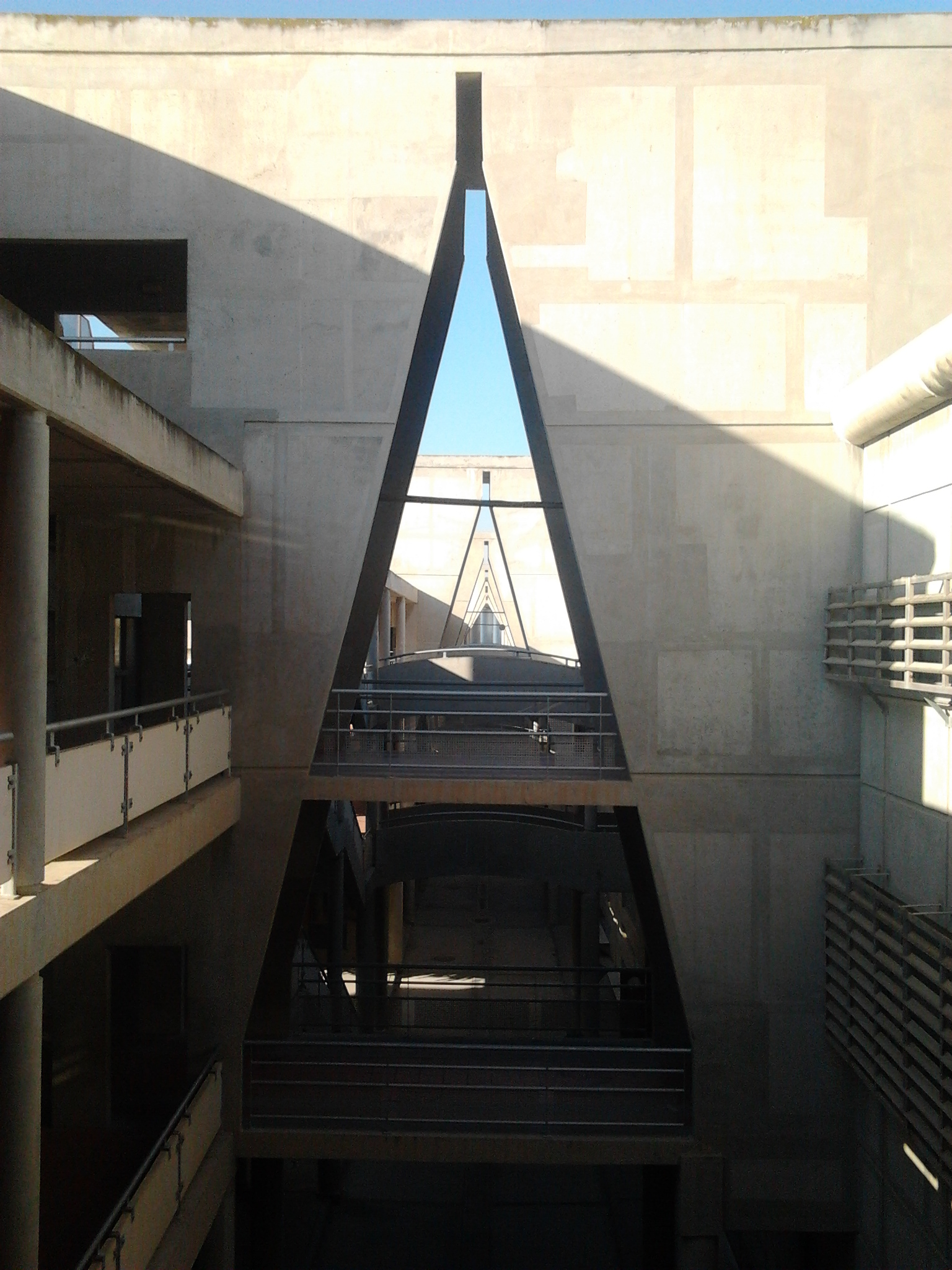
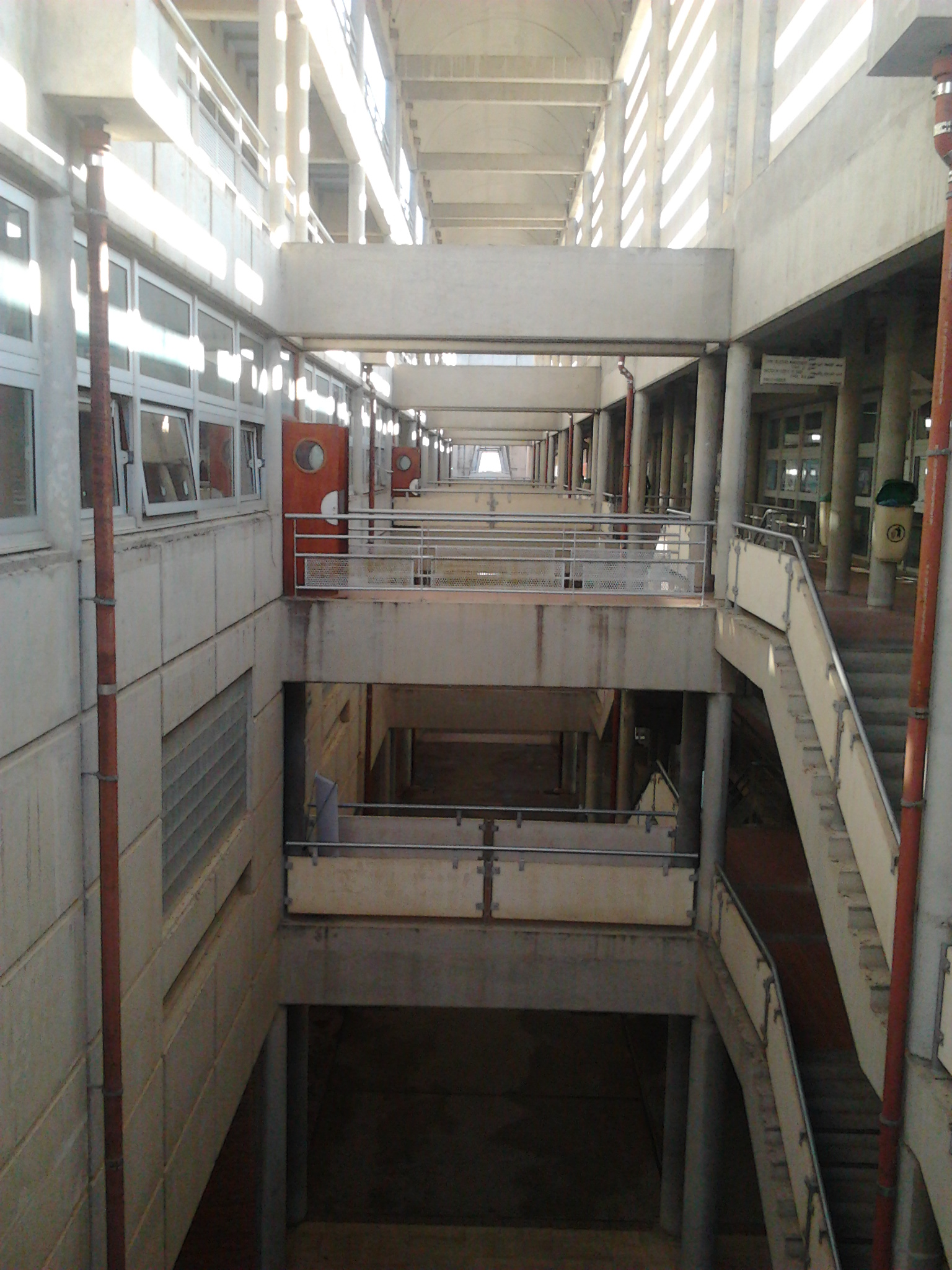
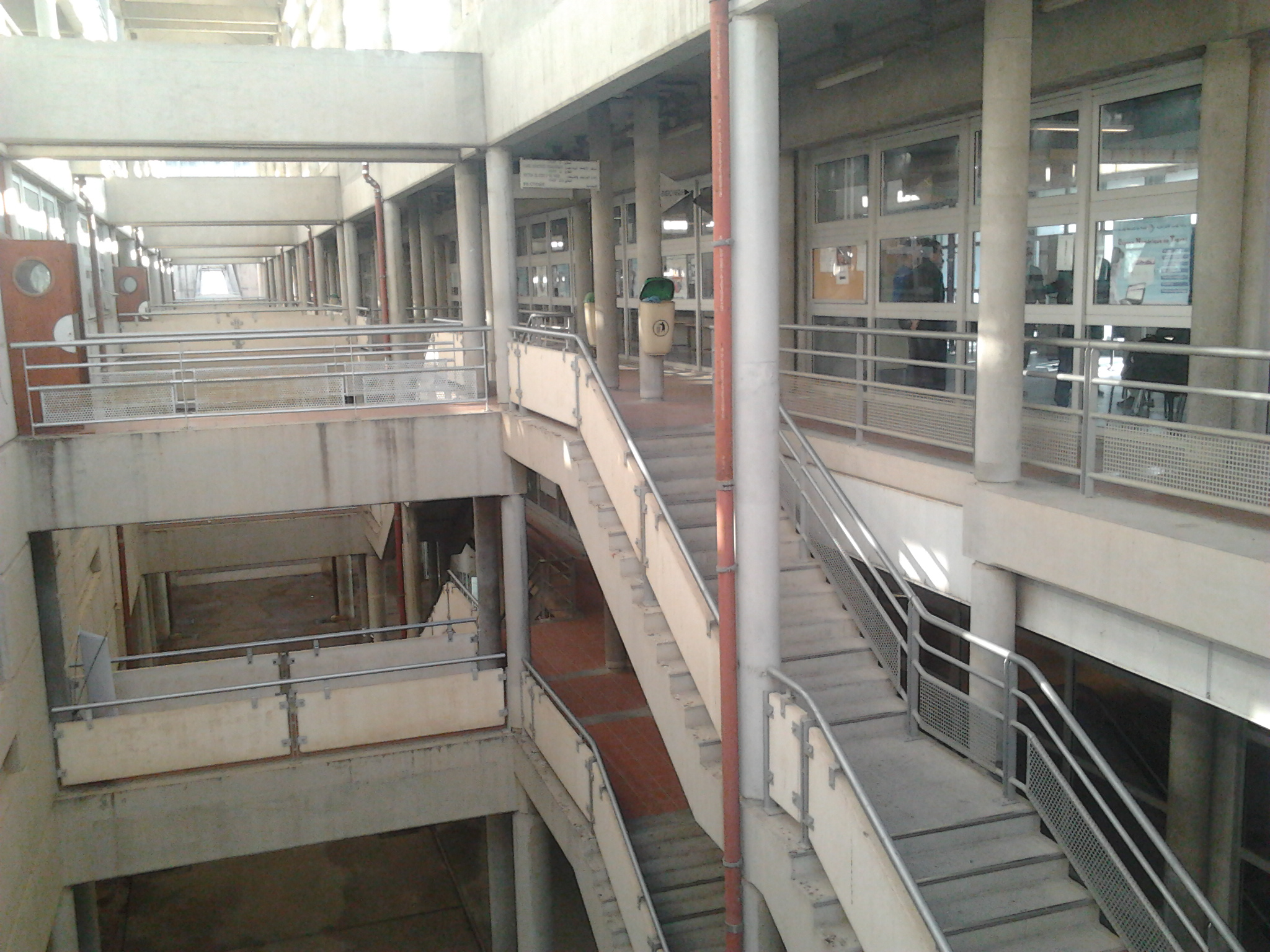

Deux présidents français ont visité l'INSAT : Jacques Chirac lors de l'inauguration en 1996, et Nicolas Sarkozy lors d'une visite officielle en 2008. L'institut a également été visité par d'autres personnalités importantes dont Ahmed Zewail en 2000, Al-Walid ben Talal en 2007.

## Structure
L'INSAT comporte quatre départements :
- génie informatique et mathématiques ;
- génie physique et instrumentation ;
- génie biologique et chimique ;
- sciences sociales, langues et formation générale.

## Formation
Le baccalauréat obtenant la mention très bien peut entrer à l'INSAT dans l'une des spécialités suivantes : 
- chimie et biologie appliquées (CBA) pour les bacs mathématiques et sciences expérimentales ;
- mathématiques, physique et informatique (MPI) pour les bacs techniques et mathématiques, sciences expérimentales et informatique ;

À la fin de la première année de tronc commun, les étudiants doivent choisir une filière de spécialisation :
- biologie industrielle ;
- chimie industrielle ;
- informatique industrielle et automatique ;
- réseaux informatique et télécommunications ;
- instrumentation et maintenance industrielle ;
- génie logiciel.

Avant 2008, l'accès au cycle d'ingénieur s'est d'abord fait via un concours sur dossier national, pour les étudiants de l'INSAT, les diplômés des instituts supérieurs des études technologiques et les techniciens possédant deux ans d'expérience. Les résultats de ce concours étaient annoncés chaque année, au mois de janvier, et ouvraient aux étudiants de l'INSAT sélectionnés l'accès au second semestre de la troisième année, tout en permettant aux candidats externes de s'inscrire à l'INSAT.
Après 2008, selon les normes de la réforme LMD, l'accès au cycle d'ingénieur se fait via un concours national lancé après deux ans d'étude. Ce concours est ouvert également pour les détenteurs d'un brevet de technicien supérieur et les techniciens possédant deux ans d'expérience. Les étudiants, qui ne se sont pas présentés au concours ou y ont échoué, poursuivent une année d'étude pour obtenir une licence appliquée. Pour les étudiants qui l'ont réussi, ils accèdent à un cycle ingénieur d'une durée de six semestres dont le dernier prend la forme d'un stage en entreprise ; l'étudiant y développe son projet de fin d'études qu'il présente devant un jury de spécialistes lors d'une soutenance publique.
L'INSAT propose aussi des formations de master II (recherches et professionnels) :
- Parcours recherche :
  - biotechnologie industrielle ;
  - chimie industrielle ;
  - informatique industrielle et automatique ;
  - instrumentations et mesures ;
  - énergétique et transferts ;
- Parcours professionnel :
  - ingénierie des systèmes embarqués ;
  - e-services ;
  - maîtrise de l'hygiène en bio-industries ;
  - froid industriel et climatisation ;
  - ingénierie des systèmes de sécurité pour automobile.

## Vie étudiante
L'INSAT compte environ trente clubs étudiants actifs dans plusieurs disciplines. Les étudiants peuvent également pratiquer le volley-ball, le handball, le basket-ball et le tennis dans le complexe sportif de l'établissement.